# Parafia Miłosierdzia Bożego w Żywcu
Parafia Miłosierdzia Bożego – parafia rzymskokatolicka z siedzibą w Żywcu, należąca do metropolii krakowskiej, diecezji bielsko-żywieckiej i dekanatu żywieckiego. Swoim zasięgiem obejmuje dzielnice Moszczanica oraz Rędzina.

## Historia

### Kaplica św. Jana Chrzciciela

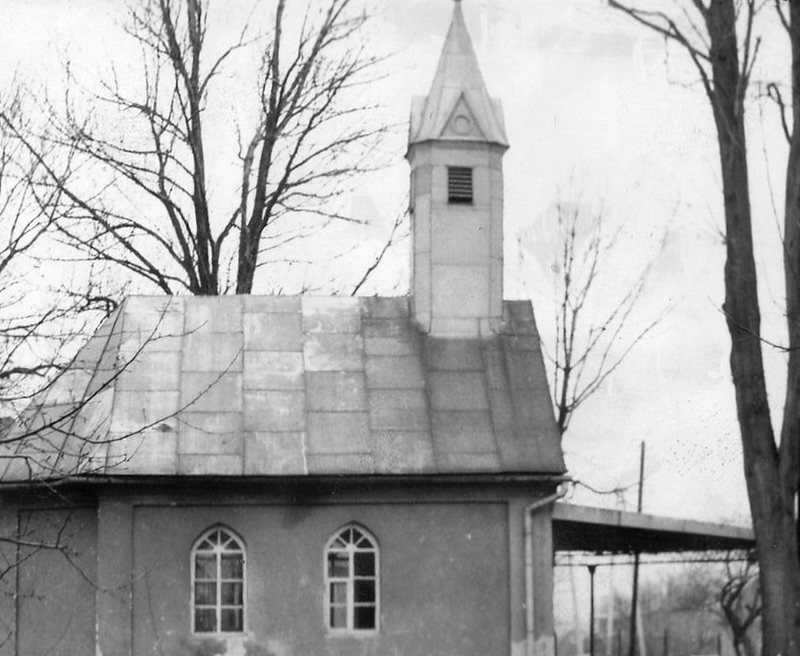
Kaplica św. Jana Chrzciciela, wyburzona w 1991

W 1905 majątek dworski w Moszczanicy został objęty przez Władysława Kępińskiego. Podjęta została wówczas decyzja o powstaniu we wsi kaplicy rzymskokatolickiej. Kaplica św. Jana Chrzciciela, stanowiąca filialną świątynię Parafii Narodzenia Najświętszej Marii Panny w Żywcu, została wybudowana na parceli podarowanej na ten cel przez małżeństwo Franciszka i Stefanię Gąsiorków. W ołtarzu kaplicy zostały umieszczone dwa obrazy przedstawiające Matkę Boską Częstochowską oraz św. Jana Chrzciciela. W każdą niedzielę były tu prowadzone modlitwy różańcowe, natomiast msze odbywały się jedynie raz w roku, podczas odpustu poświęconego św. Janowi Chrzcicielowi w dniu 24 czerwca, który wiązał się również z poświęceniem pól.
Z inicjatywy Marii Kępińskiej, żony właściciela miejscowego majątku, w 1937 Moszczanica wraz z przysiółkiem Kocurów została zawierzona Niepokalanemu Sercu Najświętszej Maryi Panny. Maria Kępińska pełniła funkcję przewodniczącej miejscowemu Stowarzyszeniu Katolickiej Młodzieży Żeńskiej, które działało jako jedyna tego typu jednostka na terenie powiatu żywieckiego. Była ona również założycielką moszczanickiego Koła Żywego Różańca. Angażowała się w pracę charytatywną oraz promocję katolickiego rozumienia świadomego macierzyństwa. Była ponadto autorką używanego w tutejszej kaplicy ornatu i sztandaru przedstawiającego Niepokalane Serce Marii.
Kaplica św. Jana Chrzciciela została rozebrana w 1991, co związane było z przejęciem jej funkcji przez kościół Miłosierdzia Bożego i porządkowaniem terenu wokół nowej świątyni.

### Budowa kolejnej kaplicy i kościoła
Na terenie wsi w latach 1967–1968 została wybudowana druga kaplica, którą stanowiła kaplica Matki Boskiej Różańcowej zlokalizowana w przysiółku Rędzina. Również ona wchodziła w skład parafii Narodzenia Najświętszej Marii Panny w Żywcu. Po włączeniu wsi do Żywca, w 1981 uzyskana została zgoda na powstanie w Moszczanicy kościoła. W tym samym roku powstał komitet jego budowy. Podjęta została decyzja o wzniesieniu świątyni w centrum dzielnicy, w podobnej lokalizacji jak kaplica św. Jana Chrzciciela. Teren pod jego powstanie został pozyskany częściowo w drodze darowizny, a pozostały areał został zakupiony. W 1983 przez papieża Jana Pawła II na Błoniach w Krakowie został poświęcony kamień węgielny pod budowę kościoła Miłosierdzia Bożego w Moszczanicy.

### Erygowanie parafii
Samodzielna parafia z siedzibą w dzielnicy Moszczanica została powołana 15 listopada 1986 poprzez wydzielenie z parafii śródmiejskiej i objęła ona swoim zasięgiem również Rędzinę ze znajdującą się tam kaplicą Matki Boskiej Różańcowej. Pierwszym proboszczem nowej parafii został ks. Marian Mozgowiec. W chwili tej kościół Miłosierdzia Bożego nie był jeszcze poświęcony z uwagi na trwające w dalszym ciągu prace budowlane oraz działania związane z jego wyposażaniem, kontynuowane w początku lat 90. XX wieku. Prowadzona była również rozbudowa kaplicy na Rędzinie. 

### Dzieje od lat 90. XX wieku
Kolejnym proboszczem został w 1992 ks. Józef Sowiński, natomiast w 1993 stanowisko to objął ks. Kazimierz Grela. W trakcie trwania jego kadencji parafia uzyskała pierwszego w swojej historii wikariusza, którym został pełniący tu następnie dziewięcioletnią posługę ks. Marek Wróbel. W 1999 kościół parafialny został konsekrowany przez biskupa diecezji bielsko-żywieckiej ks. Tadeusza Rakoczego. W 2007 nowym wikariuszem został ks. Adam Pindel. W 2010 ksiądz Grela został zastąpiony na stanowisku proboszcza parafii przez ks. Edwarda Loranca.